# ستيوارت إيوين
ستيوارت إيوين (بالإنجليزية: Stuart Ewen)‏ هو مؤرخ أمريكي، ولد في 1945.